# جيمي ستيفنسون
جيمي ستيفنسون (بالإنجليزية: Jamie Stevenson)‏ (13 يوليو 1984 بغلاسكو في المملكة المتحدة - ) هو لاعب كرة قدم بريطاني في مركز الوسط. لعب مع ريال مايوركا ب ونادي ألوا أثليتيك ونادي ستيرلينغشير الشرقية وأردريونيانز ونادي كاودينبيث لكرة القدم ونادي غرينوك مورتون ونادي بيترهيد ‏.

## وصلات خارجية
- جيمي ستيفنسون على موقع قاعدة بيانات كرة القدم.إي يو (الإنجليزية)
- جيمي ستيفنسون على موقع Soccerbase.com (لاعب) (الإنجليزية)